# Plans (revue)
Plans est une revue d'avant-garde sur le thème des arts, de l'architecture, de la ville et de la politique créée en 1930 par l'avocat Philippe Lamour.

## Histoire
Philippe Lamour, jeune avocat dans les années 1930, se pose des questions sur l'homme, le progrès technique, la civilisation, et forme « le projet d'une publication qui tenterait cette synthèse des connaissances et de l'expression artistique ». Il rencontre alors Jeanne Walter, l'épouse de l'architecte Jean Walter, qui « avait l'intention de publier une revue d'art. »
La revue a été qualifiée de « prudemment pro-fasciste » par Robert Fishman.
Le Corbusier, qui était dans les années 1920 assez proche du Faisceau, premier parti fasciste français avec ses amis le docteur Pierre Winter et l’ingénieur François de Pierrefeu, s’associe avec eux, Philippe Lamour et Hubert Lagardelle pour créer la revue Plans, considérée par de nombreux fascistes notoires dont Robert Brasillach, comme une « incarnation du fascisme ». Les quatre hommes participeront ensuite à la création de la revue Prélude.

## Parution
La revue est parue entre 1930 et 1932. D'abord mensuelle, elle devient bimensuelle en 1932, passant de 150 à 32 pages. Les différents rédacteurs vont ensuite rejoindre la revue Prélude dont on peut dire qu'elle lui succède de 1932 à 1936. La directrice de la revue est Jeanne Walter, le rédacteur en chef Philippe Lamour qui signe l'éditorial.
Plans « comportait une partie doctrinale, une partie affectée aux arts et aux lettres et enfin des documents et commentaires critiques ». Cette revue non conformiste reflétait la culture des années 1930, elle procède du même courant d'idées que le mouvement l'Ordre Nouveau de Robert Aron et d'Arnaud Dandieu.
Après la rencontre de Philippe Lamour et de Schulze-Boyzen, une réplique apparaît à Berlin, Planen, titre qui fait aussi allusion au système économique de planification soviétique.
Après la Seconde Guerre mondiale, Philippe Lamour jouera un rôle déterminant dans la mise en œuvre du plan d'aménagement du territoire de 1962 et dans la création  en 1963 de la DATAR où il travaillera jusqu'en 1975.

## Contributeurs
- Claude Autant-Lara, cinéaste
- Norbert Bézard, militant syndicaliste
- André Cayatte, cinéaste
- René Clair, cinéaste
- Raoul Dufy, peintre
- Walter Gropius, architecte, Sur la construction des théâtres modernes
- Arthur Honegger, musicien
- Hubert Lagardelle, homme politique
  - De l'homme abstrait à l'homme réel (no 1)
  - La fin de la culture (no 5)
- Philippe Lamour, avocat
- Albert Laprade, architecte
- Le Corbusier, architecte et urbaniste
  - Menace sur Paris (no 2)
  - Vivre (respirer) (no 3)
  - Vivre (habiter) (no 4)
- Fernand Léger, peintre
- François de Pierrefeu, urbaniste
- Georges Pitoëff, Le metteur en scène (no 2)
- Charles Trochu, homme politique
- Jean Walter, architecte
- Jeanne Walter, directrice de rédaction
- Pierre Winter, médecin